# Prvoslav Mihajlović
Prvoslav Mihajlović, cyr. Првослав Михајловић (ur. 13 kwietnia 1921 w Valjevie, zm. 28 czerwca 1978 w Belgradzie) – serbski piłkarz i trener, reprezentant Jugosławii, występujący podczas kariery zawodniczej na pozycji pomocnika. Uczestnik mistrzostw świata 1950 rozgrywanych w Brazylii.

## Kariera
Prvoslav Mihajlović karierę zaczynał w OFK Beograd. Następnie w latach 1945–1950 oraz 1951–1957 reprezentował barwy klubu Partizan Belgrad. W sezonie 1951 grał w FK Crvena Zvezda. Po zakończeniu kariery piłkarskiej był trenerem OFK Beograd i reprezentacji Jugosławii na mistrzostwach świata 1962 w Chile.